# ليبور بيتشيك
ليبور بيشيك (22 يونيو 1933 - 23 أكتوبر 2022)، قائد أوركسترا تشيكي. كان من بين أشهر قادة الفرق الموسيقية في عصره، تولى قيادة الأوركسترا الملكية في ليفربول بين عامي 1987 و1997. وقاد عدداً من الفرق الموسيقية في هولندا وكان كذلك قائد الأوركسترا الفيلهارمونية التشيكية بين عامي 1981 و1990.

## الجوائز والتشريفات
قلّدته الملكة الراحلة إليزابيث الثانية عام 1996 وسام الإمبراطورية البريطانية من رتبة فارس.

## روابط خارجية
- صفحة وكالة IMG Artists على Libor Pešek نسخة محفوظة 24 أكتوبر 2022 على موقع واي باك مشين.

ليبور بيتشيك على موقع IMDb (الإنجليزية)
- ليبور بيتشيك على موقع ميوزك برينز (الإنجليزية)
- ليبور بيتشيك على موقع أول ميوزيك (الإنجليزية)
- ليبور بيتشيك على موقع ديسكوغز (الإنجليزية)
- ليبور بيتشيك على موقع قاعدة بيانات الفيلم (الإنجليزية)